# Lebedivka, Iahotîn
Lebedivka (în ucraineană Лебедівка) este un sat în comuna Hodunivka din raionul Iahotîn, regiunea Kiev, Ucraina.

## Demografie
Componența lingvistică a localității Lebedivka
     Ucraineană (88,46%)
     Rusă (11,54%)
Conform recensământului din 2001, majoritatea populației localității Lebedivka era vorbitoare de ucraineană (88,46%), existând în minoritate și vorbitori de rusă (11,54%).